# رکسان مک‌کی
 رکسان مک‌کی (انگلیسی: Roxanne McKee؛ زادهٔ ۱۰ اوت ۱۹۸۰) یک هنرپیشه اهل کانادا است.
از فیلم‌ها یا برنامه‌های تلویزیونی که وی در آن نقش داشته است می‌توان به افسانه هرکول،سریال بازی تاج و تخت و سریال دامینیون اشاره کرد.